# Abkommen von Nymphaion
Das Abkommen von Nymphaion ist ein im Jahr 1261 geschlossener Handels- und Bündnisvertrag zwischen der Republik Genua und dem Byzantinischen Reich, auf dessen Grundlage das Lateinische Kaiserreich von Konstantinopel sein Ende fand und das Byzantinische Reich wieder rekonstruiert wurde.

## Vorgeschichte
Nach der Eroberung Konstantinopels und der Gründung des Lateinischen Kaiserreichs im Jahr 1204 im Zuge des Vierten Kreuzzuges wurden die ehemals byzantinischen Gebiete zwischen fränkischen Kreuzfahrern und den sie unterstützenden Venezianern aufgeteilt. Die Palaiologen, das byzantinische Kaiserhaus, wurden ins Exil nach Nicäa geschickt. Besonders die Seerepublik Venedig profitierte von diesen Entwicklungen, da sie die Möglichkeit wahrnahm, ihr Handelsnetz im Lateinischen Kaiserreich, besonders in Konstantinopel, aber auch bis ins Schwarze Meer hinein auszuweiten. Dass Venedig seine Handelsvormacht im Mittelmeerraum ausbaute, ging zu Lasten der anderen italienischen Seestädte, die sich in ständigem Konkurrenzkampf zueinander befanden. Besonders die Republik Genua, der größte Rivale Venedigs, wurde durch diese Entwicklungen geschwächt.

## Vertragsabschluss
Am 13. März 1261 fanden sich die genuesischen Abgesandten Guglielmo Visconti und Gurmerio Guidice im Nymphäum von Konstantinopel (das dem Abkommen seinen Namen gab) ein, wo sie gemeinsam mit den Palaiologen das Abkommen unterzeichneten. Der Vertrag, vordergründig ein Handelsvertrag, war die Gegenleistung der Byzantiner für die militärische Unterstützung Genuas. Es wurde vereinbart, dass Byzanz keinen eigenständigen Frieden mit Venedig schließen sollte und Genua Handelsprivilegien einräumte, darunter Zollfreiheit, den Schutz des byzantinischen Kaisers in allen griechischen Häfen und schließlich auch die Errichtung einer Niederlassung im Stadtteil Galata in Konstantinopel.:S. 46.

## Folgen des Abkommens
Nach der erfolgreichen Befreiung Konstantinopels noch im Jahr 1261 wurde Michael VIII. Palaiologos, vormals im Exil nur Kaiser von Nicäa, zum byzantinischen Kaiser erklärt. Genua erhielt infolgedessen im Jahr 1267 die Erlaubnis, seine Niederlassung in Konstantinopel zu errichten:S. 46. und weitete mit weiteren Niederlassungen entlang der Schwarzmeerküste (Trapezunt, Amastri, Vicina, Kilia, Kaffa und andere) seinen Einfluss erheblich aus.:S. 48. Das Byzantinische Kaiserreich konnte sich bis zur Eroberung durch die Osmanen im Jahre 1453 halten.